# Praia Norte
Praia Norte is een gemeente in de Braziliaanse deelstaat Tocantins. De gemeente telt 7.310 inwoners (schatting 2009).